# たわわのTARZAN
『たわわのTARZAN』（たわわのターザン）は、1991年10月から1995年12月30日まで広島ホームテレビで放送された若者向けの深夜番組。司会は竹井輝彦と山田真理子。

## 概要
当初は金曜日の午後に広島ホームテレビ本社で番組収録を行い、土曜日の深夜（1992年3月までは金曜日深夜に放送）に放送していたが、1994年9月にそれをやめてロケ主体の番組へ転換。1995年5月からは土曜日の午後にダイイチ本店（現・エディオン広島本店）のサテライトスタジオで収録を行い、翌週土曜日の深夜に放送するという形を取るようになったが、中国放送ラジオがダイイチで『柏村・ヤスベェのサテライトNo.1』の放送を始めたことからわずか4か月で撤退。その後はまたロケ主体の番組に戻ったが、今度は情報番組『西田篤史のテレビランド』を始めるために既存のローカル番組のリストラが必要となったことから、番組は『HOMEフレッシュモーニング』とともに1995年12月末に終了した。
なお、この番組の終了前頃には友近（当時は本名の友近由紀子名義）がよく出演していた。広島漫才のグランプリや広島市中区でのおにごっこなど、少ないと思われる予算で地元を盛り上げる企画を連発した。

## 出演者

### 司会
- 竹井輝彦
- 山田真理子 - 当時『HOMEフレッシュモーニング』の司会も務めていた。

### その他の主な出演者
- 伊藤みのり（広島ホームテレビアナウンサー） - 放送開始から1993年3月まで出演。
- 大松しんじ - 1994年4月から番組終了時まで出演。
- にしべみか - 全期間にわたって出演。
- 村上ゆみえ - 全期間にわたって出演。途中までは本名（村上友美恵）を名乗っていた。
- 吉森里絵子 - 放送開始から1994年3月まで出演。